# Paul Johann Friedrich Helmershausen

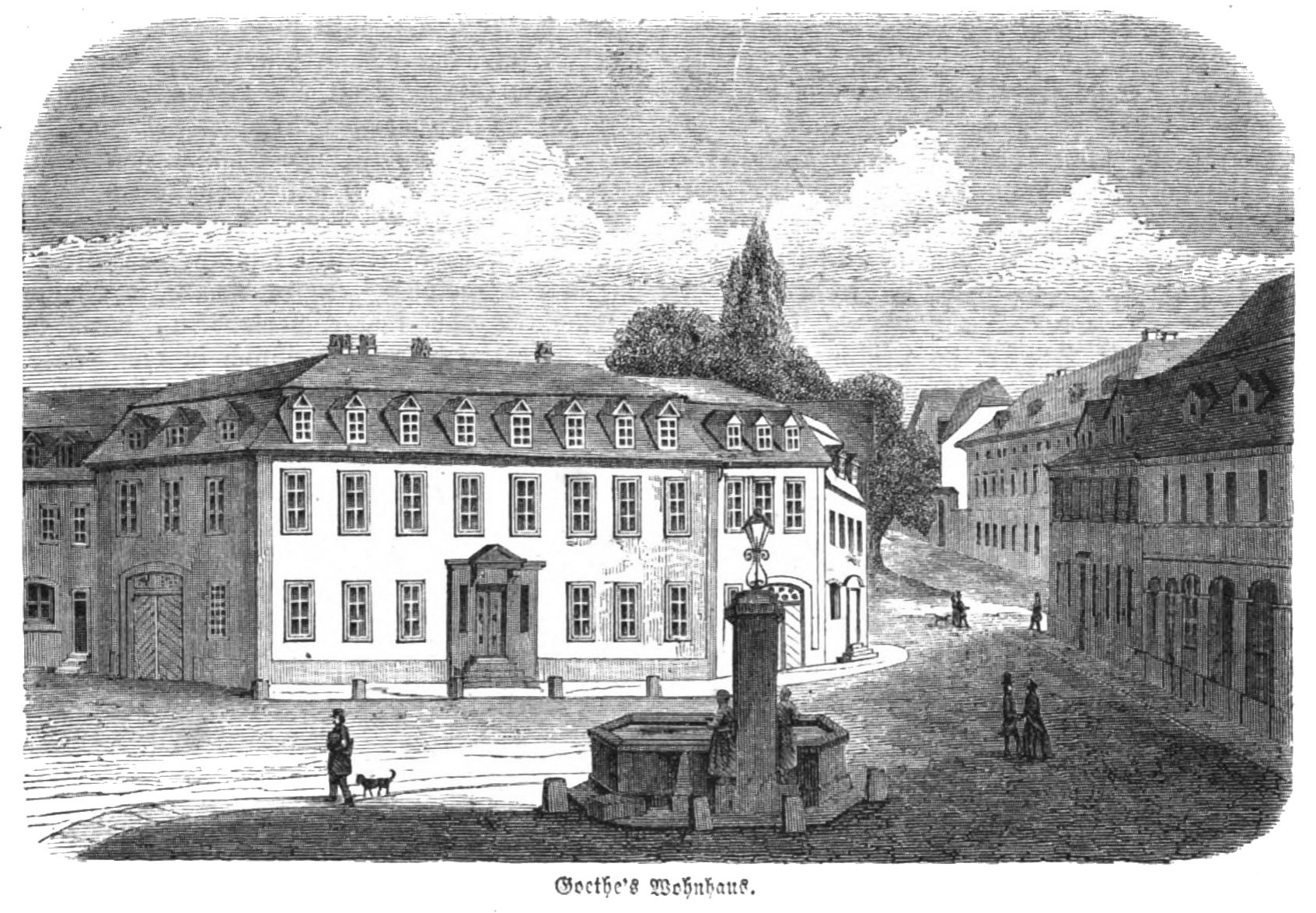
Haus am Frauenplan in Weimar – 1782 bis 1789 und ab 1792 Wohnhaus von Johann Wolfgang von Goethe

Paul Johann Friedrich Helmershausen (* 15. Dezember 1734 in Erfurt; † 20. Juni 1820 in Weimar) war ein deutscher Mediziner und von 1771 bis 1792 Eigentümer des Hauses am Frauenplan in Weimar, in dessen Westhälfte Johann Wolfgang von Goethe von 1782 bis 1789 bei ihm zur Miete wohnte.

## Leben
Paul Johann Friedrich Helmershausen war der Sohn des Weimarer Oberkonsistorialrates Georg Friedrich Helmershausen (1684–1757) und dessen Ehefrau Sophia Philippina, geborene Treuner († 1771). Er studierte an den Universitäten Erfurt und Halle Medizin und wirkte nach seiner Promotion zum Dr. med. später als Herzoglich-Sächsischer Garnisons-Medicus zu Weimar und als Amtsphysikus von Großrudestedt. Im Jahr 1772 wurde er zum Rat und im Jahr 1816 zum Obermedizinalrat ernannt.
Paul Johann Friedrich Helmershausen erwarb 1771 das für seinen Großvater, dem fürstlichen Kammerkommissar, Tuchscherermeister, Strumpfverleger und Stadtleutnant Georg Caspar Helmershausen (1654–1716) in der Zeit von 1707 bis 1709 zur Ehre Gottes und zum Schmuck der Stadt von Johann Mützel erbaute Haus am Frauenplan in Weimar, in dessen Westhälfte er von 1782 bis 1789 Johann Wolfgang von Goethe als Mieter aufnahm. Das geschah noch zu Lebzeiten seines Vaters, des Konsistorialrates, Stadtrichters und Bürgermeisters Wilhelm Gotthilf Friedrich Helmershausen. 1792 erwarb die Herzogliche Kammer im Auftrag des Herzogs Carl August von Sachsen-Weimar-Eisenach das Haus am Frauenplan und überließ es Goethe zunächst als Dienstwohnung, bevor es 1794 durch eine Schenkung des Herzogs in Goethes Besitz überging.
Am 11. November 1768 wurde Paul Johann Friedrich Helmershausen unter der Matrikel-Nr. 711 mit dem akademischen Beinamen Hygienus IV. zum Mitglied der Leopoldina gewählt.
Er war seit 1758 verheiratet mit Sophia Regina Friederica, geborene Hartmann (1738*).

## Schriften
- Dissertatio Inavgvralis Medica De Diarrhoeis In Morbis Acvtis Salvtaribvs, Hering, Erfurt 1756 (Digitalisat)
- Beobachtung einer besondern Krankheit bey einer Frau von zwey und dreyssig Jahren. In: Neues hamburgisches Magazin, oder gesammlete Schriften, zum Unterricht und Vergnügen aus der Naturforschung und den angenehmen Wissenschaften überhaupt. Siebenundfunfzigstes Stück, Holle, Leipzig 1771, S. 244–255 (Digitalisat)
- Bericht von der geschehenen Zergliederung einer 34jährigen Kranken. In: Neues hamburgisches Magazin, oder gesammlete Schriften, zum Unterricht und Vergnügen aus der Naturforschung und den angenehmen Wissenschaften überhaupt. Siebenundfunfzigstes Stück, Holle, Leipzig 1771, S. 256–266 (Digitalisat)